# Le Savetier et le Malin
Le Savetier et le Malin est une nouvelle humoristique et fantastique de neuf pages d’Anton Tchekhov (en russe : Sapojnik i netchistaïa sila).

## Historique
Le Savetier et le Malin est initialement publié dans la revue russe Le Journal de Pétersbourg, numéro 355, du 25 décembre 1888, signé A.Tchekhov. Aussi traduit en français sous le titre Le Savetier et la Force mauvaise.

## Résumé
Fédor Nilov est un pauvre savetier porté sur la bouteille. Il se dépêche d'amener à un client une paire de bottes commandée deux semaines auparavant. Quand il les lui fait essayer, il s’aperçoit qu’il s’agit du malin.
Prenant son courage à deux mains, il se plaint de son état et lui demande d’être riche. Le Diable lui demande son âme en échange, mais Fédor demande le paiement après la commande, comme pour les bottes.
Le malin s’exécute. Le cordonnier goûte les plaisirs de la vie : nourriture abondante et excellente, une femme à la haute taille et à la forte poitrine, de l'argent, beaucoup d'argent, tellement d'argent qu'il a peur de se faire voler. Autre inconvénient, il ne peut plus chanter ni jouer de l'accordéon dans les rues. Cela ne se fait pas quand on est riche.
Quand le malin vient lui faire signer le contrat, le savetier refuse et se réveille : il rêvait. Il doit maintenant se rendre livrer des bottes à son client.

## Édition française
- Le Savetier et le Malin, traduit par Édouard Parayre, Éditions Gallimard, Bibliothèque de la Pléiade, 1970  (ISBN 2-07-010550-4)